# Marché de Katako
Der Marché de Katako ist ein Markt in Niamey in Niger.

## Lage und Charakteristik
Der Marché de Katako gilt als der wichtigste und zugleich als der am wenigsten kontrollierte Markt Nigers. Er liegt im Süden des Stadtteils Boukoki und gehört zum Arrondissement Niamey II. Er erstreckt sich über eine Fläche von mehr als 15 Hektar. Der Marché de Katako bietet den Händlern im Unterschied zu anderen Märkten in Niamey wie dem Grand Marché keine moderne Infrastruktur. Die umliegende Gegend zählt zu den ärmsten Wohngebieten der Stadt.
Der Handel wird von hausasprachigen Gruppen aus Ader in der Region Tahoua dominiert. Ferner gibt es unter den Händlern Zarma-Sprecher sowie dogon- und bambarasprachige Migranten aus Mali. Der Markt ist zudem ein wichtiger Sammelplatz für Bettler, zu denen Fulbe aus der Region Tahoua gehören, von denen einige seit Jahren regelmäßig mit Buschtaxis nach Niamey fahren.

## Geschichte
Der Marché de Katako wurde 1960 gegründet. Das Gelände gehörte ursprünglich dem Unterrichtsministerium. Das Hausa-Wort katako bedeutet „Brett“; in Kombination mit dem französischen Wort marché für „Markt“ heißt Marché de Katako folglich „Bretter-Markt“. Dies verweist auf den Ursprung des Marktes als Umschlagplatz für aus Ghana importierte Bretter. Das Warenangebot wurde zunächst allgemein auf Baumaterialien sowie auf Alteisen erweitert und schließlich weiter diversifiziert.
Ein Feuer zerstörte am 13. April 2005 drei Viertel der Fläche des Marktes. Der entstandene Sachschaden war beträchtlich. Die rasche Ausbreitung des Feuers wurde durch die unreglementierte Anlage der Marktstände und deren Bauweise aus leicht brennbaren Materialien wie Holz und Bambus begünstigt. Erneut von Feuerausbrüchen heimgesucht wurde der Markt in den Jahren 2006, 2009 und 2015.

## Warenangebot
Auf dem Marché de Katako wird aus Nigeria und Benin importiertes Getreide weiter ins Landesinnere verkauft. Er ist der Hauptumschlagsplatz für Zuckerrohr aus den westnigrischen Anbaugebieten wie Bengou, Dioundiou, Karakara und Zabori. Bekannt ist der Markt für seine Gemüsehändler, die ihre Waren entlang der Hauptwege zur Schau stellen. Weitere hier gehandelte Lebensmittel sind Mais, Hirse, Sorghum, Reis, Maniokmehl, Yamswurzeln und Geflügel. Sehr verbreitet ist auch der Verkauf von Doumpalmennüssen aus Torodi, Bokki, Ouro Guélédjo, Say und Gaya, die regional als kolodji bezeichnet werden und als Amuse-Gueule beliebt sind.
Schmiede und Schreiner arbeiten auf dem Marktgelände. Bedeutende Anteile am Warenangebot haben Bretter und Baumaterialien, Kleidung, Reifen und Ersatzteile.